# 850-859
De jaren 850-859 (van de christelijke jaartelling) zijn een decennium in de 9e eeuw.

## Belangrijke gebeurtenissen

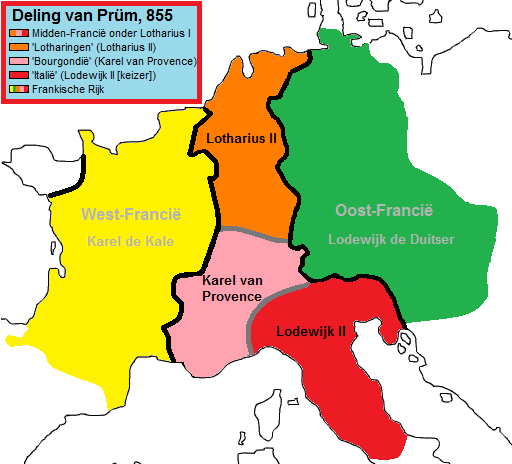
Verdrag van Prüm (855)

### Byzantijnse Rijk
- 853 : Beleg van Damietta. Met het idee het Emiraat Kreta te heroveren, vielen de Byzantijnen, Damietta in Egypte aan.
- 855 : Keizerin Theodora II wordt door haar zoon Michaël III, met steun van haar broer Bardas, afgezet.
- 858 : Photius I wordt patriarch van Constantinopel.

### Frankische Rijk
- 855 : Keizer Lotharius I van Midden-Francië sterft. Met het Verdrag van Prüm wordt zijn rijk verdeeld onder zijn drie zonen. Zijn oudste zoon Lodewijk krijgt Italië en de keizerstitel, Lotharius II krijgt het noordelijk deel van het [[Midden-Francië}|koninkrijk Lotharingen]] en de jongste zoon Karel krijgt het middelste deel, het koninkrijk Provence.

### Britse eilanden
- ca.853 : Vikingen stichten het koninkrijk Dublin.

## Heersers

### Europa
- Asturië: Ramiro I (842-850), Ordoño I (850-866)
- Bretagne: Nominoë (841-851), Erispoë (851-857), Salomon (857-874)
- Bulgaren: Presjan I (836-852), Boris I (853-889)
- Byzantijnse Rijk: Michaël III (842-867) (onder regentschap van Theodora II (842-856))
- Denemarken: Horik I (815-854), Horik II (854-873)
- Groot-Brittannië
  - Gwynedd: Rhodri Mawr (844-878)
  - Mercia: Beorhtwulf (840-852), Burgred (852-874)
  - Northumbria: Æthelred II (ca.850-ca.860) Raedwulf (ca.858)
  - Schotland: Kenneth I (ca. 843-858), Donald I (858-862)
  - Wessex: Æthelwulf (839-855), Æthelbald (855-860)
    - Kent: Æthelstan (839-854), Æthelberht (858-865)
- West-Francië : Karel de Kale (840/843-877)
  - Aquitanië: Pepijn II (838-864), Karel de Kale (838-855), Karel het Kind (855-866)
  - Aragon: Galindo I Aznarez (844-867)
  - Barcelona: Willem van Septimanië (848-850), Alerán en Isembard (850-852), Odalrik (852-858), Hunifried (858-864)
  - Rouergue: Raymond I (849-863)
  - Toulouse: Fredelo (844-852), Raymond I (852-863)
  - Vlaanderengouw: Ingelram (ca. 817-851), Odoaker
- Midden-Francië: Lotharius I (840-855, tevens keizer), Lodewijk II (855-875)
  - Italië: Lodewijk II (844-875)
  - Lotharingen: Lotharius II (855-869)
  - Provence: Karel (855-863)
  - Bari: Kalfun (847-852), Moefarrag ibn Sallam (852-856), Sawdan (856-871)
  - Benevento: Radelchis I (839-851), Radelgar (851-854), Adelchis (854-878)
  - Spoleto: Berengar (836-841), Wido (842-860)
- Oost-Francië : Lodewijk de Duitser (840/843-876)
- Navarra: Ínigo Íñiguez Arista (824-851), García Íñiguez (851-870)
- Omajjaden (Córdoba): Abd-ar-rahman II (822-852), Mohammed I (852-886)
- Servië - Vlastimir (836-863)
- Venetië (doge): Pietro Tradonico (837-864)

### Azië
- Abbasiden (kalief van Bagdad): Al-Mutawakkil (847-861)
- China (Tang): Xuānzong (846-859), Yizong (859-873)
- India
  - Pallava: Nandivarman III (846-869)
  - Rashtrakuta: Amoghavarsha (814-878)
- Japan: Nimmyo (833-850), Montoku (850-858), Seiwa (858-876)
- Perzië (Samaniden): Saman Khoda (819-864)
- Silla (Korea): Munseong (839-857), Heonan (857-861)
- Tibet: Ösung (ca. 846-893)

### Afrika
- Idrisiden (Marokko): Yahya ibn Mohammed (848-864)
- Ifriqiya (Tunesië, Aghlabiden): Muhammad I Abul-Abbas (841-856), Ahmad ibn Muhammad (856-863)
- Rustamiden (Algerije): Abu Sa'id Aflah (823-872)

### Religie
- paus: Leo IV (847-855), Benedictus III (855-858), Nicolaas I (858-867)
  - tegenpaus Anastasius III (855)
- patriarch van Alexandrië (Grieks): Sofronius I (841-860)
- patriarch van Alexandrië (koptisch): Michaël II (849-851), Cosmas II (851-858), Sjenoeda I (859-880)
- patriarch van Antiochië (Grieks): Elias (840-852), Theodosius I (852-860)
- patriarch van Antiochië (Syrisch): Johannes III (846-873)
- patriarch van Constantinopel: Ignatius I (847-858), Photios I (858-867)
- imam (sjiieten): Ali ibn Muhammad (835-868)

<< · 850 · 851 · 852 · 853 · 854 · 855 · 856 · 857 · 858 · 859 · >>
<< · 800-809 · 810-819 · 820-829 · 830-839 · 840-849 · 850-859 · 860-869 · 870-879 · 880-889 · 890-899 · >>